# Otiothops typicus
Otiothops typicus là một loài nhện trong họ Palpimanidae. Loài này được phát hiện ở Brasil.